# Església de la Mare de Déu del Roser de Llocnou de la Corona
L'Església parroquial de la Mare de Déu del Roser és un edifici religiós al municipi de Llocnou de la Corona. És Bé de Rellevància Local amb identificador nombre 46.16.152-001.